# 嘉楠耘智
嘉楠耘智，又稱嘉楠科技、迦南創意，（Canaan Creative，簡稱Canaan）是一家从事自主AI芯片研发、提供高性能计算服务的互联网公司，總部在新加坡，成立於2013年，創辦人是N.G. Zhang。目前，嘉楠科技主要專注於區塊鏈伺服器與ASIC microprocessor 解決方案 來進行比特幣挖礦用途。
最初，嘉楠科技主要基於SHA-256的算法開發FPGA產品。之後，它發布了Avalon區塊鏈ASIC。在2018年，基於RISC-V的嘉楠7納米芯片和K210芯片實現了批量生產。

## 歷史
2013年，還在博士班學習的N.G. Zhang在中國創辦了迦南創意公司，當時他成為公司的主席與執行長（CEO)。
2019年1月，嘉楠耘智考慮在美國進行IPO。隨後在同一年11月裡，在首次公開募股中籌集了9000萬美元。同一年於納斯達克上市。

## 外部連結
- 官方网站
- X官方帳號